# Nawa

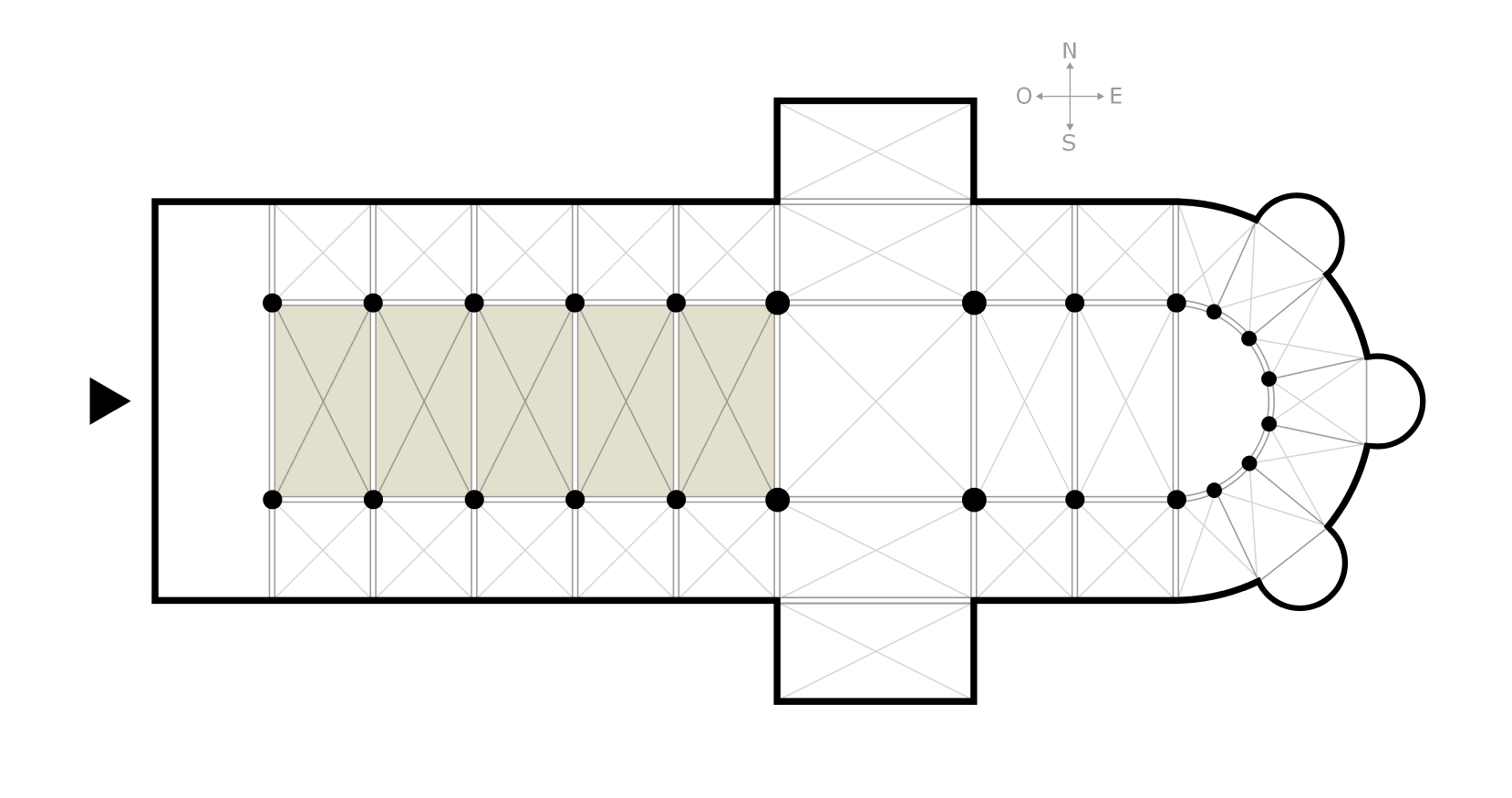
Nawa główna

Nawy boczne

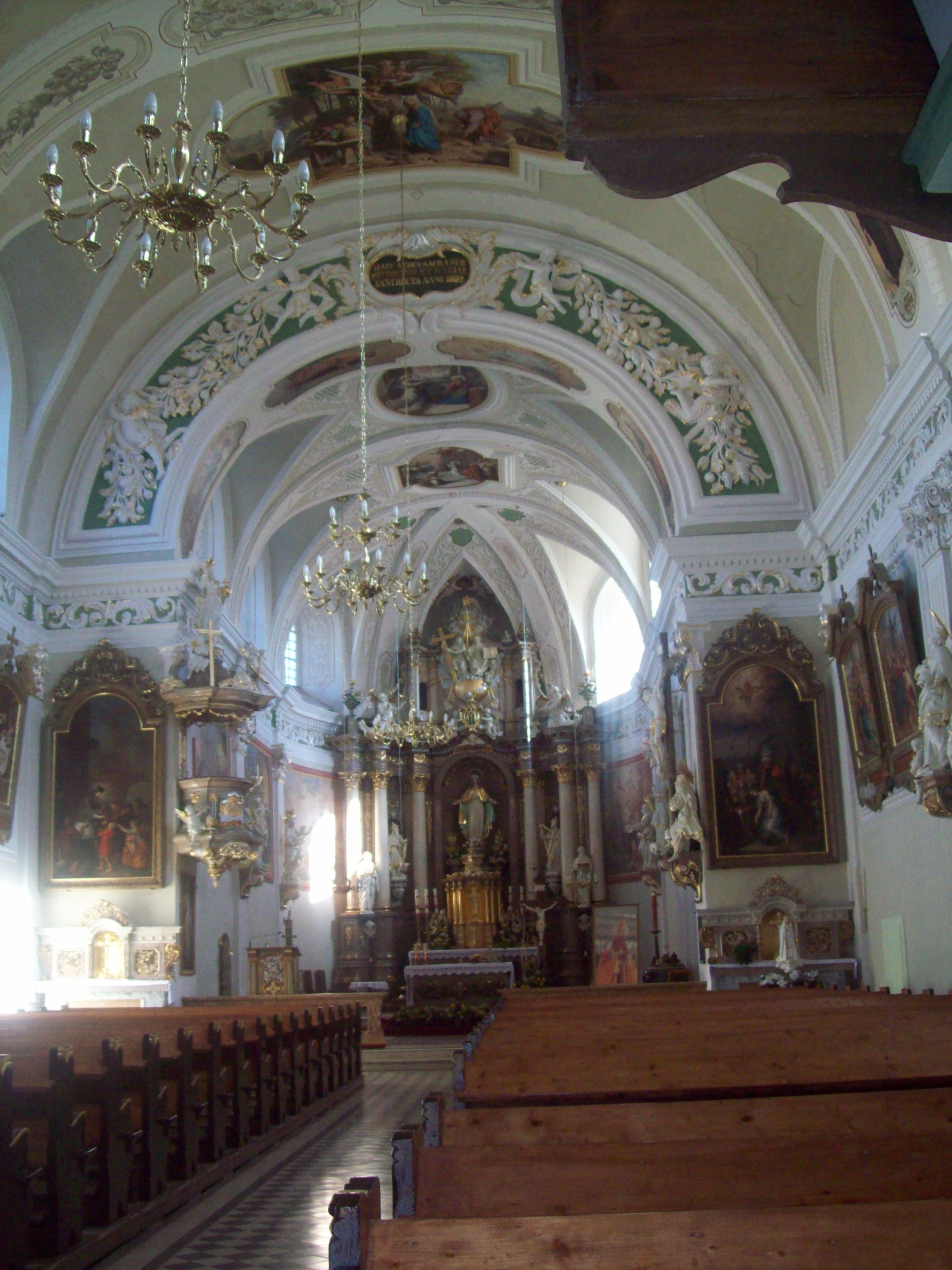
Nawa główna lądeckiego kościoła

Nawa – część kościoła położona między prezbiterium a kruchtą, przeznaczona dla wiernych.
Oprócz świątyń jednonawowych występują dwu-, trzy-, pięcio- oraz siedmionawowe. Nawy są zazwyczaj rozdzielone rzędem podpór – słupów, filarów lub kolumn. Średniowieczne kościoły bazylikowe były trój- lub pięcionawowe, o nawie głównej dwa razy szerszej i dwa razy wyższej od naw bocznych (trójnawowe – katedra w Chartres, katedra w Reims; pięcionawowe – kościół St. Sernin w Tuluzie, katedra w Paryżu). Późnogotyckie kościoły dwunawowe mogły mieć symetryczne nawy równej szerokości (kościół NMP w Wiślicy) i prezbiterium umieszczone na osi filarów międzynawowych lub niesymetryczne nawy różnej szerokości (układ spotykany w budownictwie zakonów żebraczych – dominikanów i franciszkanów).

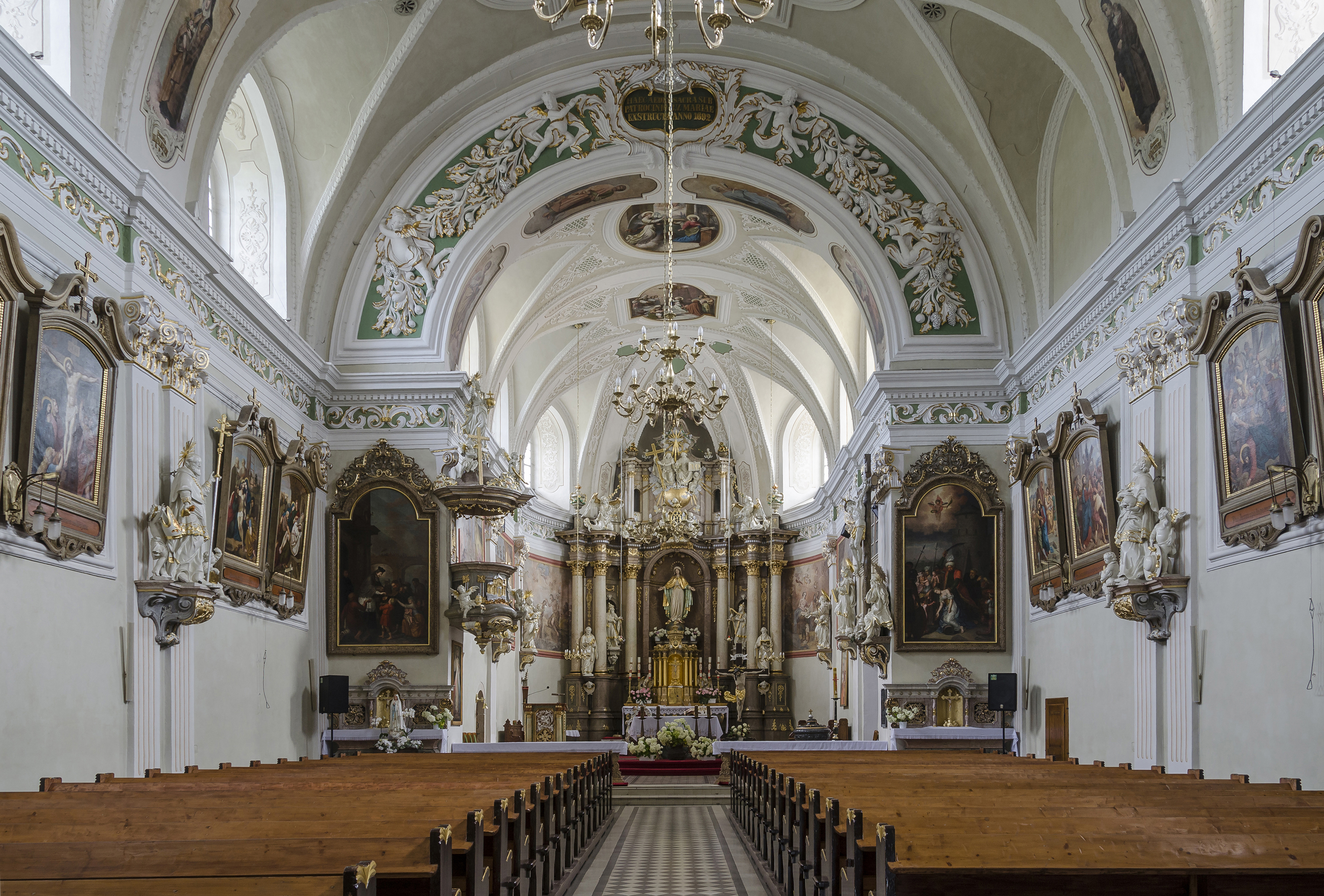
Nawa kościoła Narodzenia NMP w Lądku-Zdroju
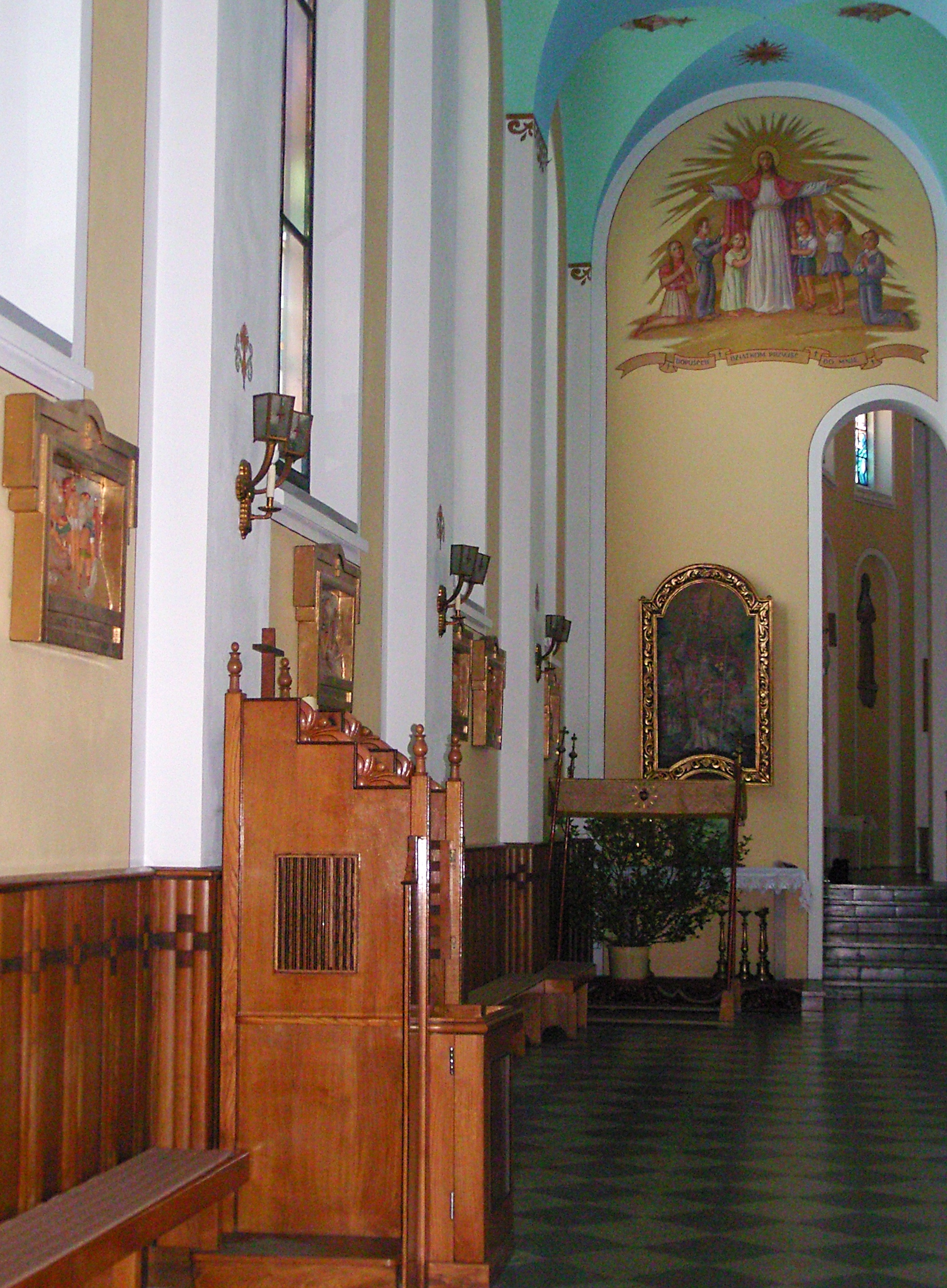
Nawa boczna (północna) kościoła Imienia Maryi w Bączalu Dolnym
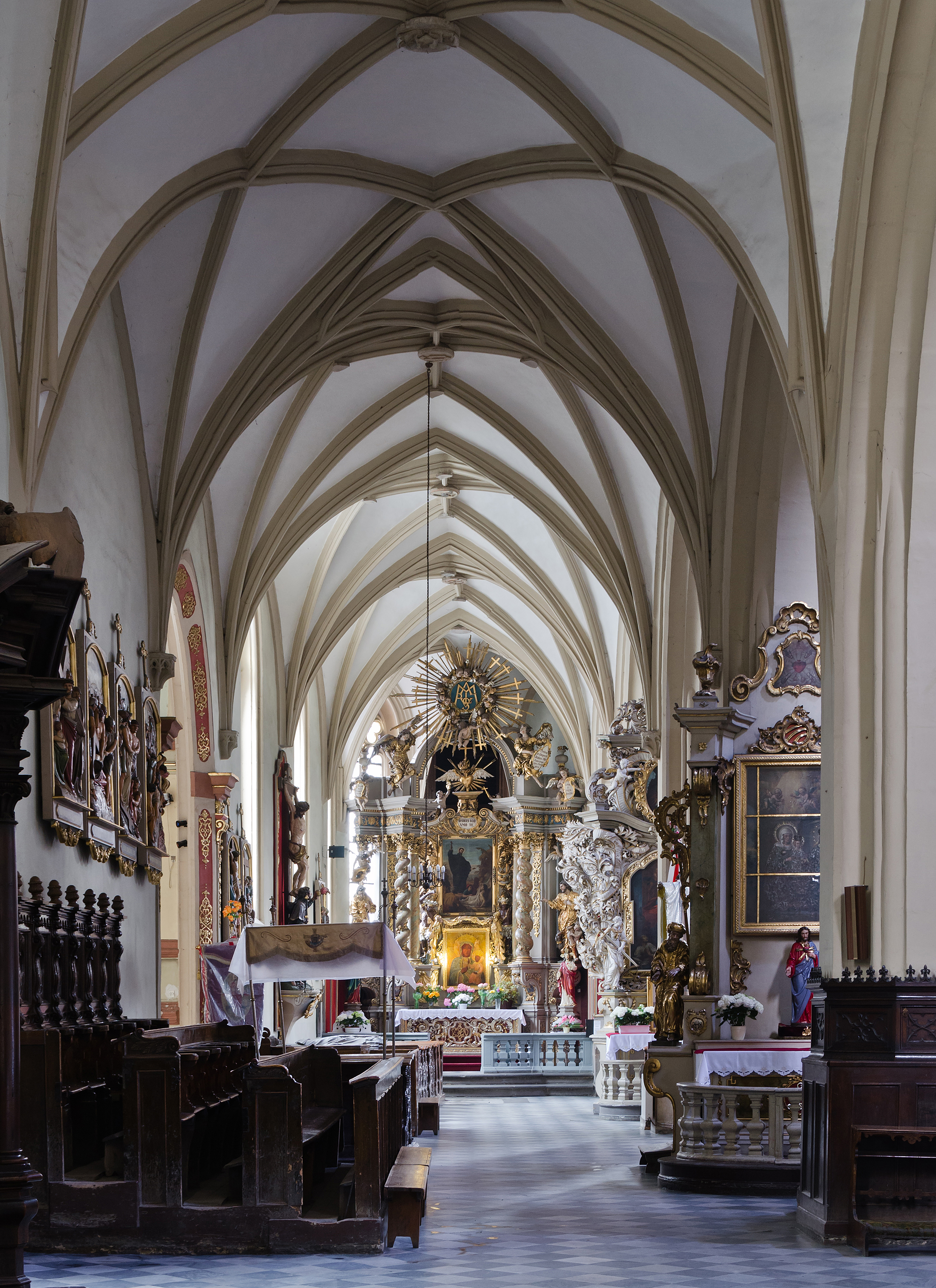
Nawa boczna kolegiaty Wniebowzięcia NMP w Kłodzku
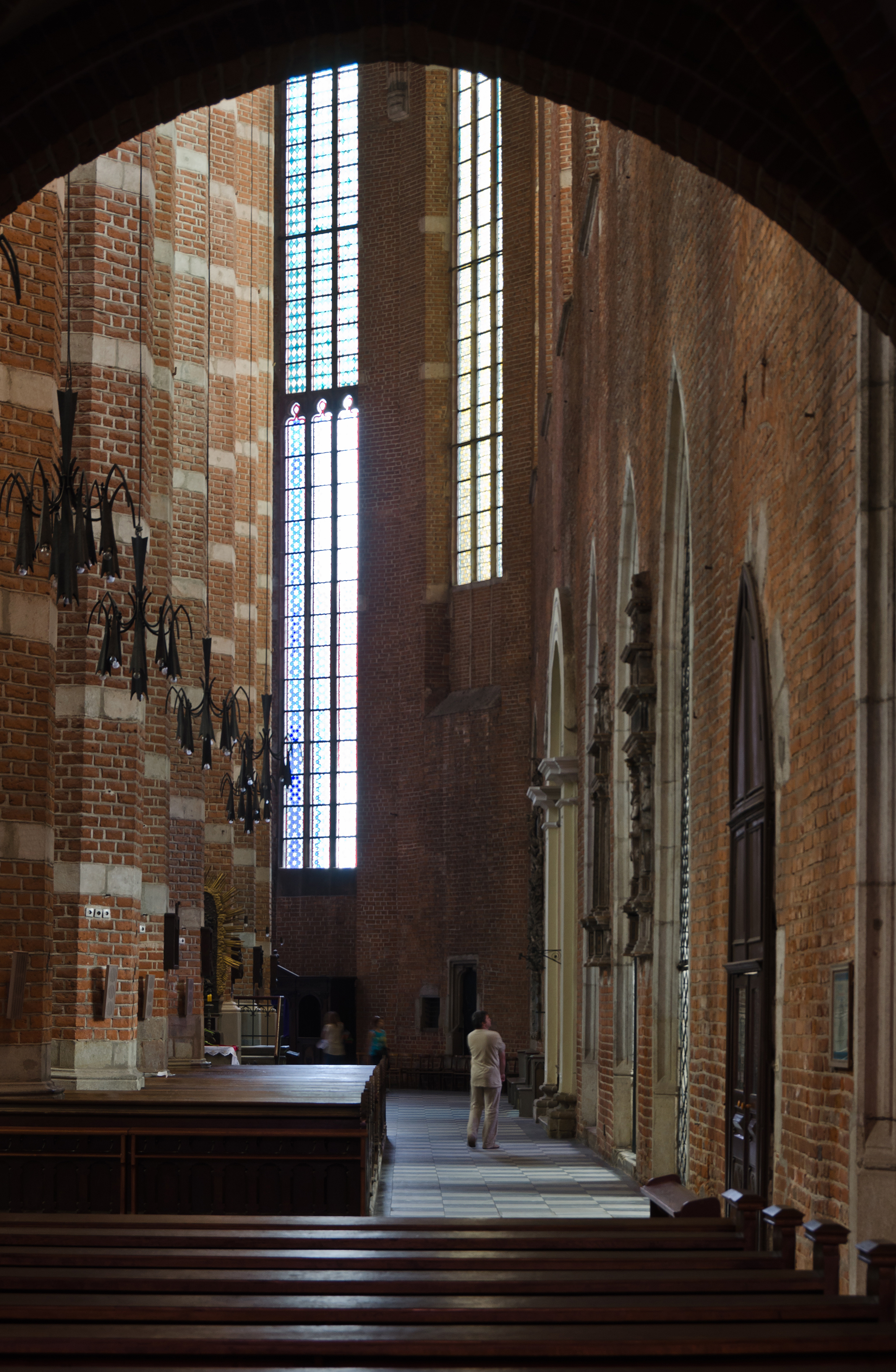
Nawa boczna w bazylice św. Jakuba i św. Agnieszki w Nysie
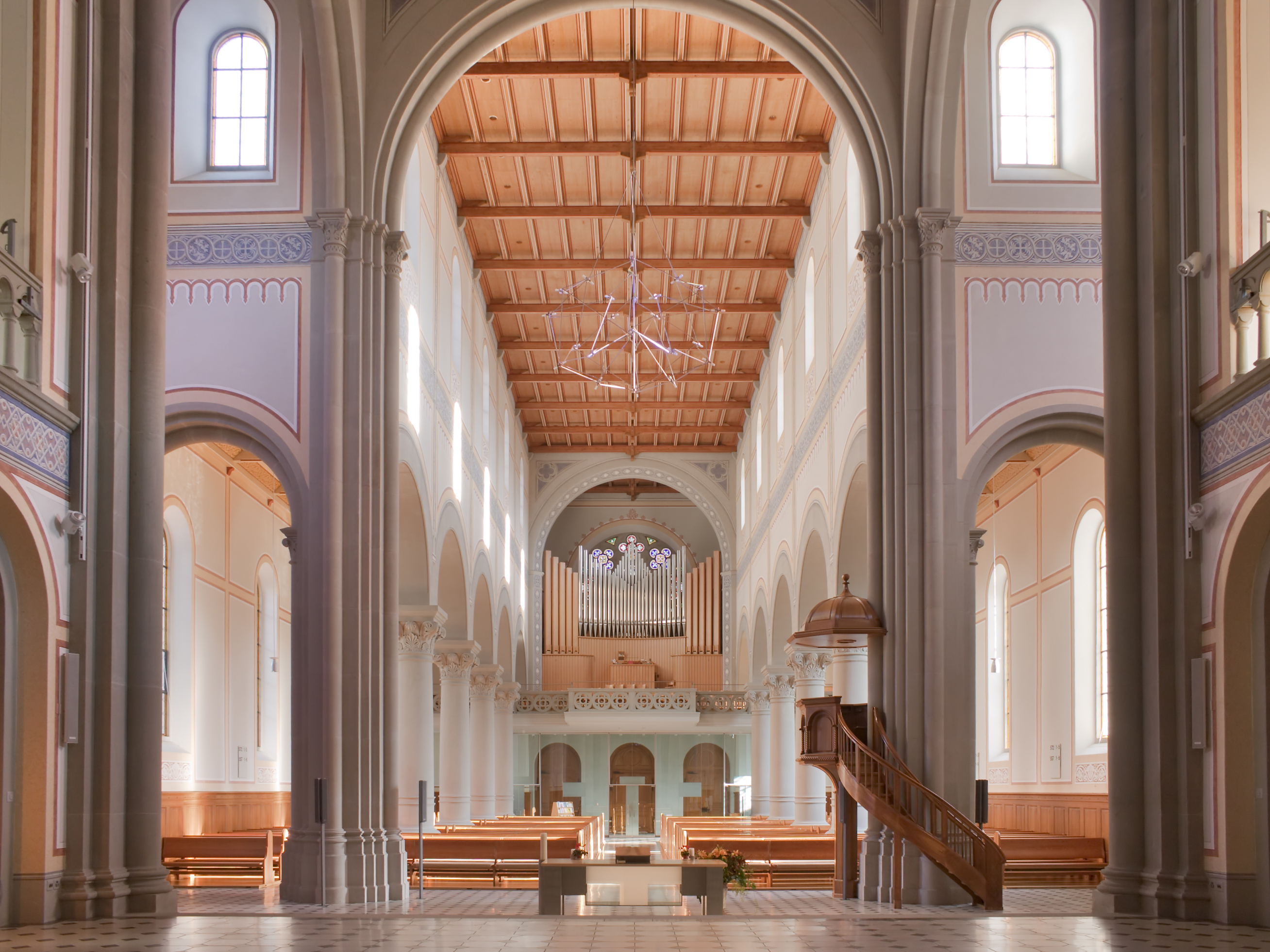
Nawa i widoczne w tle organy w kościele w szwajcarskim Glarus
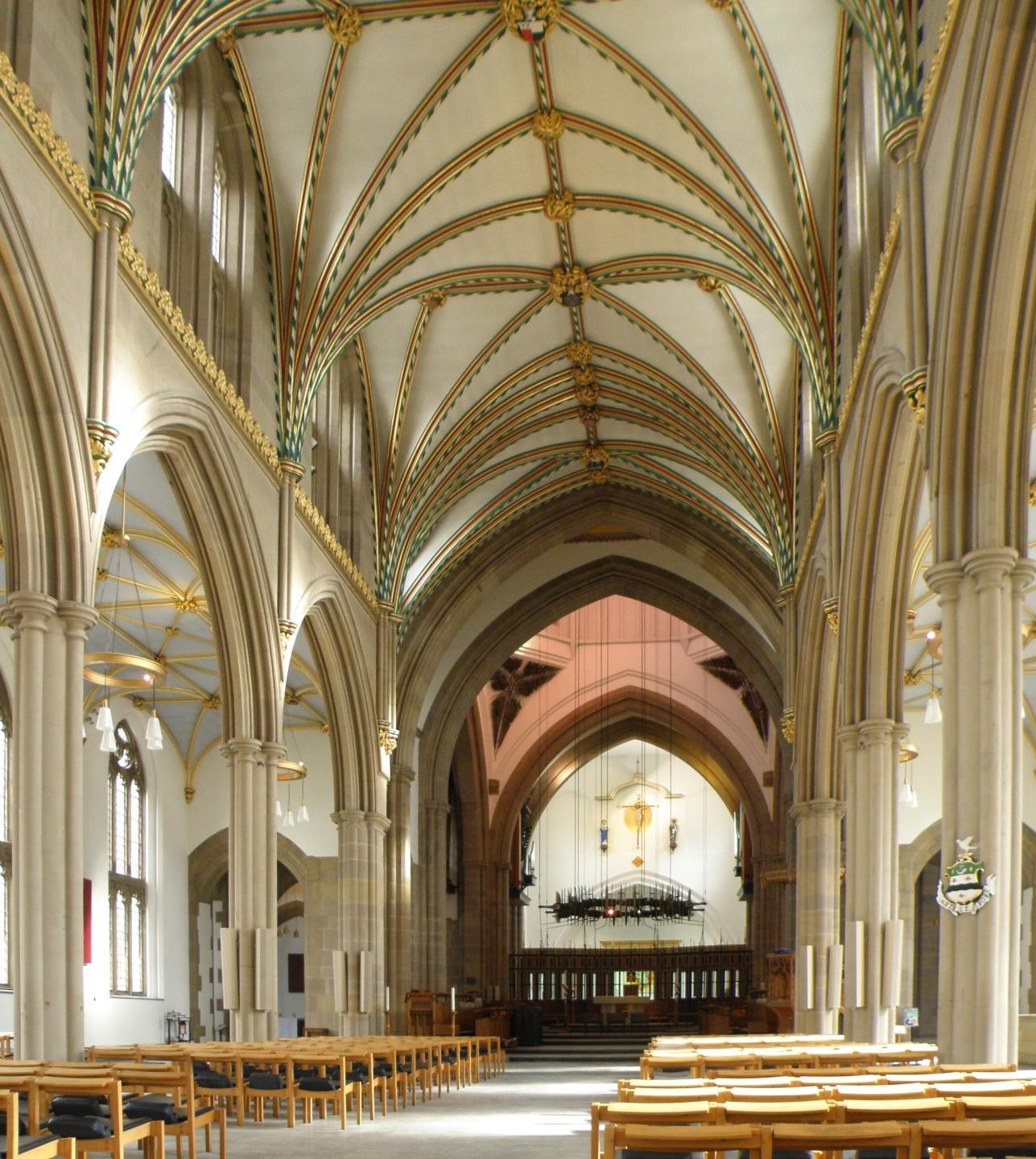
Nawa główna katedry anglikańskiej w Blackburn w Anglii

W okresie nowożytnym, szczególnie w baroku, można obserwować zacieranie się podziałów na nawy – często trudno orzec, czy mamy do czynienia z nawami bocznymi, czy tylko z ciągiem kaplic przyległych do nawy głównej. W kościołach jednonawowych komplikacji i zróżnicowaniu uległ kształt naw – stosowano koło, elipsę, trójliść i pięcioliść, a także różnego rodzaju elipsy i owale z aneksami.
Bardziej ogólnie można mówić o nawach w każdym podłużnym budynku (np. w świątyni antycznej), jeśli jest on podzielony wzdłuż rzędami podpór (filarów lub kolumn).
W budownictwie przemysłowym pojęcie „nawa” używane jest dla określenia części hali oddzielonej rzędem słupów. Mamy zatem hale jedno- i wielonawowe.